# Madonna mit Kind und Johannesknabe
Madonna mit Kind und Johannesknabe, auch genannt Rockefeller Madonna, ist ein Madonnenbild von Sandro Botticelli.
Johannes der Täufer ist der Patron der Stadt Florenz, Maria die Patronin des Doms Santa Maria del Fiore in Florenz. Bilder von Maria mit dem Christuskind zusammen mit Johannes dem Täufer waren als Andachtsbilder bei Florentiner Bürgern und Adeligen sehr beliebt, Botticellis Rockefeller Madonna ist ein Beispiel unter vielen zum selben Thema. Das kleine Format des Bildes lässt darauf schließen, dass es sich hier ebenfalls um ein privates Andachtsbild handelt.

## Geschichte und Provenienz
Das Bild hat eine lückenlose Provenienz, seit es 1887 zum ersten Mal auf einer Versteigerung bei Christie’s angeboten worden ist. Damaliger Besitzer war Charles Graham Somerwell, Baberton House, Juniper Green. Nach zwei weiteren Besitzerwechseln kam es 1891 in die Sammlung John D. Rockefeller und danach durch Erbschaft an Winthrop Rockefeller. Das Bild blieb 50 Jahre im Besitz der Rockefellers, daher stammt der Beiname des Bildes. Nach weiteren Besitzerwechseln wurde es 2012 bei Christie’s aus einer New Yorker Privatsammlung angeboten. Mit einem Schätzpreis von 5.000.000 - 7.000.000 Dollar wurde es 2013 für 10.442.500 Dollar von einem bisher nicht bekannten Käufer ersteigert.
Öffentlich ausgestellt war das Bild zum letzten Mal 2004 im Palazzo Strozzi in Florenz in der Ausstellung Botticelli and Filippino, Passion and Grace in Fifteenth-Century Florentine Painting.

## Beschreibung
Maria, den Jesusknaben auf dem Schoß, sitzt auf einer Brüstung, der ein antikes, vergoldetes Relief vorgeblendet ist. Vor ihr kniet der junge Johannes, die Hände zum Gebet erhoben, der Jesusknabe beugt sich mit segnender Hand zu ihm hin.
Hinter der Brüstung breitet sich eine weite Landschaft aus, mit sanften Hügeln, einzelnen Laubbäumen und einem gewundenen Flusslauf, über einen pastellblauen Himmel segeln kleine, vom Morgenlicht rötlich-orange gefärbte Wolken. Am Ufer des Flusses erhebt sich über einem dreistufigen Steinsockel ein mächtiger, mit Gras bewachsener Tumulus, der von spitzen kahlen Felsnadeln und verdorrten Bäumchen umgeben ist. Nur über Johannes ragt ein schlanker junger Baum mit grünen Blättern hoch in den Himmel empor.
Maria trägt unter ihrem kostbaren blauen Mantel mit Goldbrokatmuster ein hochgegürtes rotes Gewand mit Goldstickereien an den Ärmeln. Ein rotes Schultertuch bedeckt auch ihren Hinterkopf, darüber liegt ein hauchzarter Schleier. Johannes mit dem Kreuzstab über der Schulter ist in sein übliches Fellgewand gekleidet, der zottige Pelz quillt an den Rändern heraus und geht fließend in sein zottig-brauens Haar über. Sein roter Mantel und das blaue Band, mit dem das Fellgewand gegürtet ist, entsprechen den Kleiderfarben der Madonna.
Der Kreuznimbus des Jesusknaben und die Nimben der anderen Personen sind wie der Brokatstoff der Madonna und das Relief mit Blattgold gefasst.